# Vasco Modena Park
Vasco Modena Park è il nono album dal vivo del cantante italiano Vasco Rossi, pubblicato l'8 dicembre 2017 dalla Universal Music Group.

## Descrizione
Il cofanetto è uscito in versione standard in 3 CD e 2 DVD e in versione deluxe comprendente anche il vinile, il Blu-ray, un poster e un libro fotografico. L'album ripercorre il grande evento del concerto di Modena del 1º luglio 2017, il Modena Park 2017.

## Tracce

### CD
Disco 1
1. Colpa d'Alfredo – 3:48
2. Alibi – 4:40
3. Blasco Rossi – 5:01
4. Bollicine – 6:07
5. Ogni volta – 4:18
6. Anima fragile – 7:23
7. Splendida giornata – 5:11
8. Ieri ho sgozzato mio figlio – 3:27
9. Delusa/T'immagini/Mi piaci perché/Gioca con me/Stasera/Sono ancora in coma/Rock 'n' roll show – 4:23
10. Vivere una favola – 5:49
11. Non mi va – 5:51
12. Cosa vuoi da me – 3:38

Disco 2
1. Siamo soli – 4:05
2. Come nelle favole – 4:13
3. Vivere – 6:04
4. Sono innocente ma... – 3:42
5. Rewind – 4:22
6. Liberi... liberi – 6:35
7. Ed il tempo crea eroi – 2:50
8. Una canzone per te – 1:40
9. L'una per te – 2:10
10. Ridere di te – 2:54
11. Va bene, va bene così – 3:26
12. Senza parole – 5:34
13. ...Stupendo – 8:24

Disco 3
1. Gli spari sopra ("Celebrate") – 3:55
2. Sballi ravvicinati del 3º tipo – 6:35
3. C'è chi dice no – 5:18
4. Un mondo migliore – 5:50
5. I soliti – 3:43
6. Sally – 4:54
7. Un senso – 3:58
8. Siamo solo noi – 10:02
9. Vita spericolata – 3:59
10. Canzone – 2:27
11. Albachiara – 7:00

### DVD
Disco 1
1. Colpa d'Alfredo (intro)
2. Alibi
3. Blasco Rossi
4. Bollicine
5. Ogni volta
6. Anima fragile
7. Splendida giornata
8. Ieri ho sgozzato mio figlio
9. Delusa/T'immagini/Mi piaci perché/Gioca con me/Stasera/Sono ancora in coma/Rock 'n' roll show
10. Vivere una favola
11. Non mi va
12. Cosa vuoi da me
13. Siamo soli
14. Come nelle favole
15. Vivere
16. Sono innocente ma...
17. Rewind
18. Liberi... liberi

Disco 2
1. Ed il tempo crea eroi
2. Una canzone per te
3. L'una per te
4. Ridere di te
5. Va bene, va bene così
6. Senza parole
7. ...Stupendo
8. Gli spari sopra ("Celebrate")
9. Sballi ravvicinati del 3º tipo
10. C'è chi dice no
11. Un mondo migliore
12. I soliti
13. Sally
14. Un senso
15. Siamo solo noi
16. Vita spericolata
17. Canzone
18. Albachiara

## Classifiche

### Classifiche settimanali
| Classifica (2017) | Posizione massima |
| ----------------- | ----------------- |
| Italia            | 1                 |

### Classifiche di fine anno
| Classifica (2017) | Posizione |
| ----------------- | --------- |
| Italia            | 14        |
| Classifica (2018) | Posizione |
| Italia            | 21        |